# مرکز بین‌المللی توسعه یکپارچه کوهستان
مرکز بین‌المللی توسعه یکپارچه کوهستان یک مرکز یادگیری و اشتراک دانش منطقه‌ای بین دولتی است که در سال ۱۹۸۱ تأسیس شد و به هشت کشور عضو منطقه‌ای منطقه هندوکش هیمالیا - افغانستان، بنگلادش، بوتان، چین، هند، میانمار، نپال و پاکستان - خدمات ارائه می‌دهد. منطقه وسیعی است که رشته کوه‌هایی را در بر می‌گیرد که از رشته کوه هندوکش در شمال افغانستان تا رشته کوه آراکان در میانمار امتداد دارند و رشته کوه هیمالیا ستون فقرات آن است و همچنین فلات تبت را نیز شامل می‌شود. مأموریت، ارتقای مشارکت بین کشورهای عضو منطقه‌ای برای تضمین آینده‌ای بهتر برای مردم و محیط زیست منطقه است.
دفتر مرکزی در خومالتار در شهر لالیتپور، واقع در دره کاتماندو نپال، قرار دارد. در گوداواری در لالیتپور، یک پارک دانش دارد که برخی از کاربردهای تحقیقات نظری و میدانی را به نمایش می‌گذارد. علاوه بر این، دفاتر کشوری در افغانستان و پاکستان دارد. سازمان‌های همکار شامل مؤسسات علمی ملی و بین‌المللی، سازمان‌های دولتی، سازمان‌های اهداکننده و بخش خصوصی، چه در داخل منطقه و چه در خارج از آن، می‌شوند.

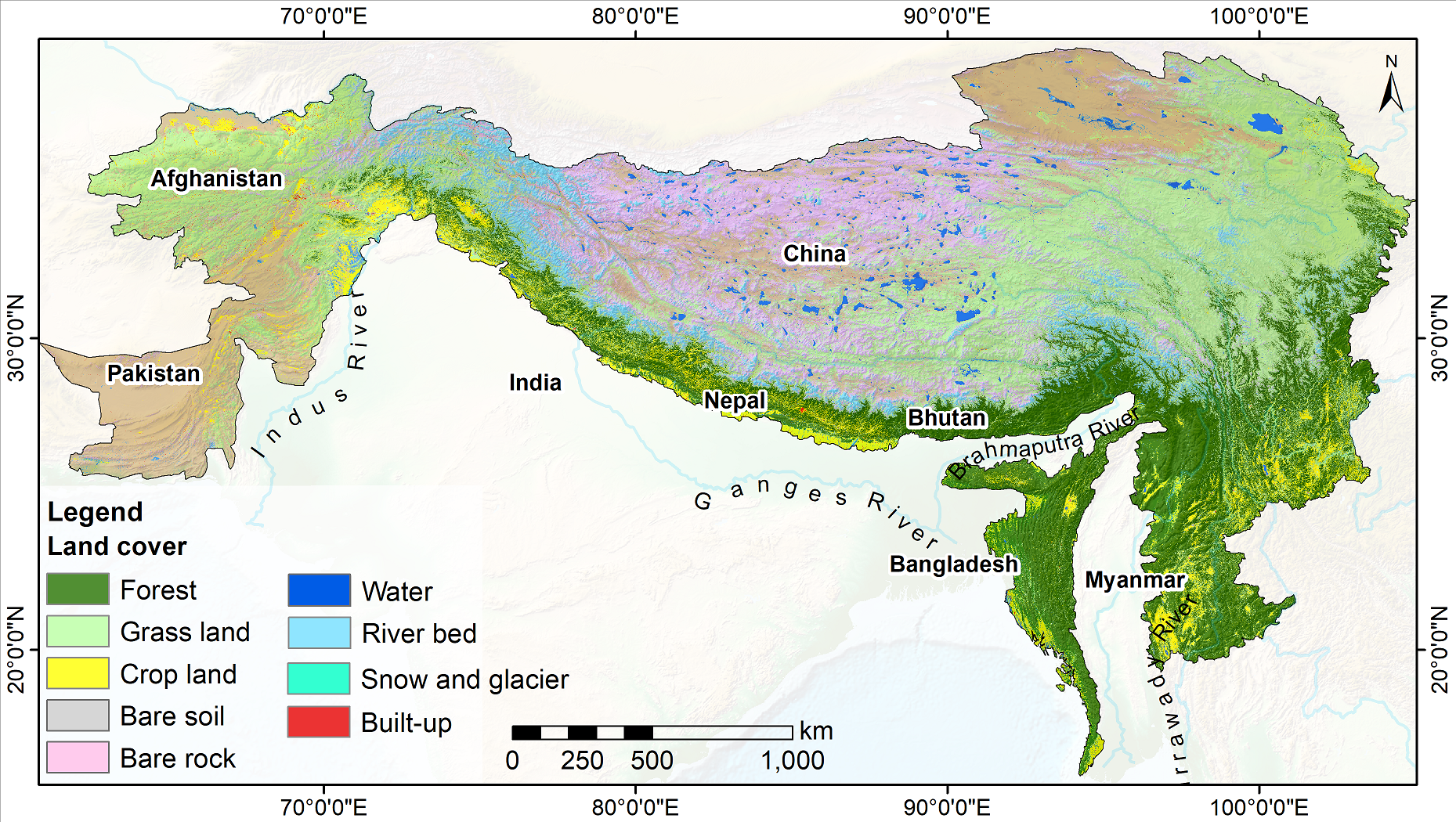
نقشه‌ای که منطقه هندوکش هیمالیا را به همراه پوشش زمینی آن نشان می‌دهد.

## تاریخچه

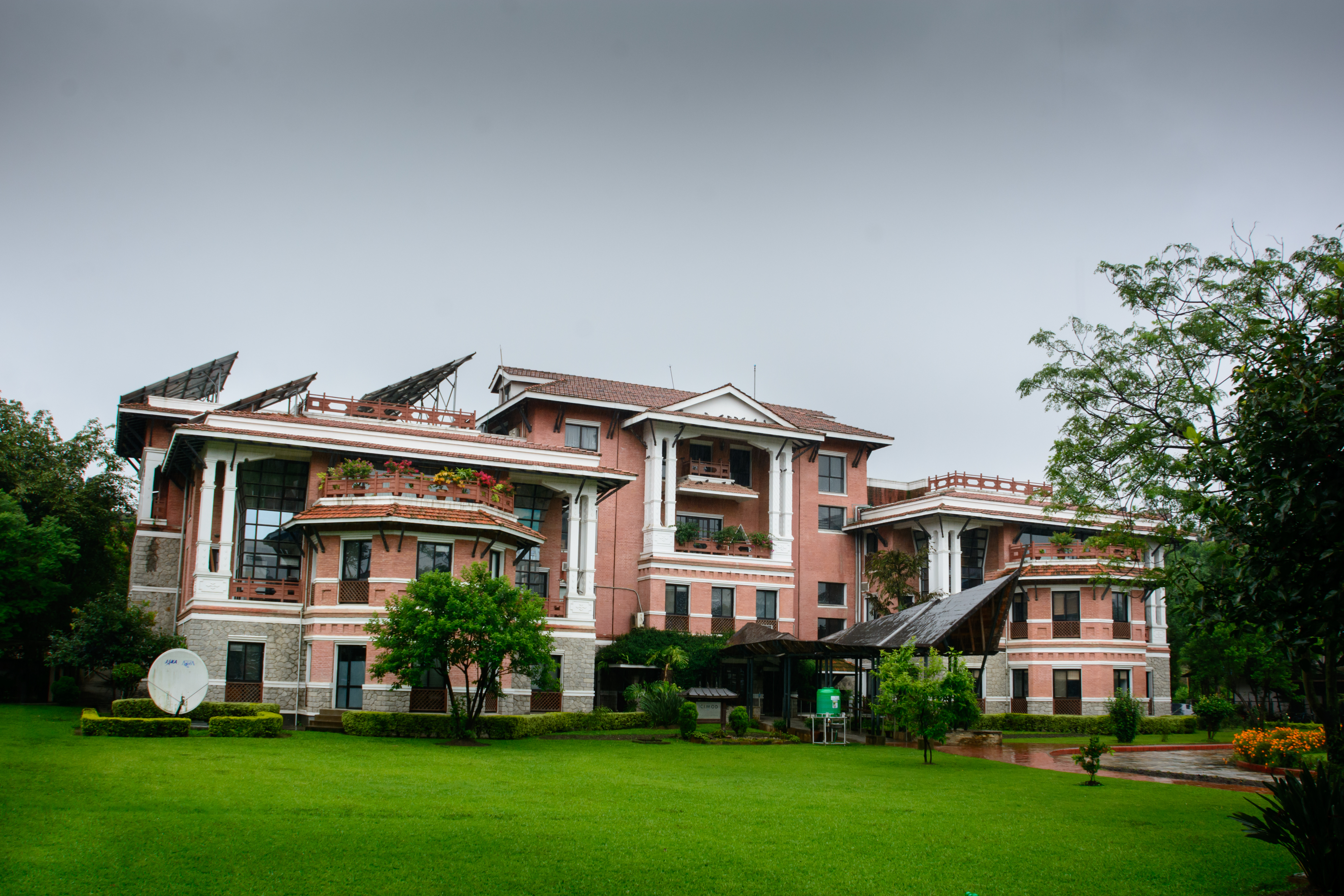
مقر مرکز در خمالتر، لالیتپور

### ریشه‌ها
در دسامبر ۱۹۷۴، ایده ایجاد نهادی برای ارتقای توسعه سازگار با محیط زیست مناطق کوهستانی در کارگاه بین‌المللی توسعه محیط کوهستان در مونیخ آلمان مورد بحث قرار گرفت. در سال ۱۹۷۹، در جریان نشست منطقه‌ای سازمان آموزشی، علمی و فرهنگی ملل متحد (یونسکو) در کاتماندو، در چارچوب برنامه انسان و زیست‌کره تعهدات مشخصی برای تأسیس این مرکز داده شد. سازمان ژاپنی «مؤسسه حفاظت از هیمالیا»، که توسط جیرو کاواکیتا تأسیس شده است، همچنین بیانیه‌ای مبنی بر تمایل خود برای تأسیس مرکز به دولت نپال و برنامه انسان و زیست‌کره یونسکو ارسال کرد. دولت نپال پیشنهاد میزبانی این نهاد جدید را داد و دولت‌های سوئیس و جمهوری فدرال آلمان و یونسکو موافقت کردند که به عنوان حامیان مالی بنیانگذار عمل کنند. دولت اعلیحضرت نپال و یونسکو توافق‌نامه‌ای را که مبنای قانونی تأسیس این مرکز را فراهم می‌کرد، در سپتامبر ۱۹۸۱ در پاریس امضا کردند. این مرکز سرانجام در ۵ دسامبر ۱۹۸۳ تأسیس و افتتاح شد و دفتر مرکزی آن در لالیتپور، نپال قرار گرفت و در همان سال از طریق قانون پارلمان نپال مشروعیت یافت.

### دفتر مرکزی
برای ۲۰ سال اول، یعنی از اواخر ۱۹۸۳ تا اواخر ۲۰۰۴، در یک مکان اجاره‌ای در جوالاخل، لالیتپور مستقر بود. در ۵ دسامبر ۲۰۰۴، بیست و یکمین سالگرد، دفتر مرکزی جدید توسط پادشاه گیانندرا نپال در خومالتار، لالیتپور افتتاح شد. ۱٫۵ هکتار زمین برای این پردیس مرکزی، به ارزش بیش از ۱ میلیون دلار آمریکا، توسط دولت نپال اهدا شده است. دولت‌های چین و هند هر کدام ۱۰۰ هزار دلار آمریکا برای ساخت دفتر مرکزی جدید کمک کردند. دولت پاکستان ۱۰۰ هزار دلار آمریکا برای ساخت آن اختصاص داد. دولت بنگلادش مبلغ ۲۸۳۰۰ دلار آمریکا، از جمله یک غرفه بنگلادش در محوطه دانشگاه، کمک کرد. دولت بوتان به صورت غیرنقدی، به شکل غرفه بوتان در محوطه دانشگاه، کمک کرد. در زلزله ۲۵ آوریل ۲۰۱۵ در نپال، دفتر مرکزی خسارات جزئی دید، اما غرفه بوتان کاملاً فرو ریخت. این غرفه متعاقباً بازسازی و در سال ۲۰۱۶ مجدداً افتتاح شد.

### مدیران/مدیران
از زمان تأسیس، توسط یک مدیرکل مرد ریاست شده است. اولین رئیس، کنت کالین راسر، به عنوان «مدیر» منصوب شد و تمام روسای بعدی به عنوان «مدیران کل» منصوب شده‌اند. از سال ۱۹۸۴ تا ۲۰۲۰، این مدیران اهل کشوری خارج از منطقه هیمالیا بودند.
در زیر فهرستی از مدیران کل منحصراً مرد تا به امروز آمده است:
1. کنت کالین راسر، از بریتانیا (۱۹۸۴–۱۹۸۹)[۱۴]
2. ای.اف. تاکه، از جمهوری فدرال آلمان (۱۹۹۴–۱۹۸۹)[۱۵]
3. اگبرت پلینک، از هلند (۱۹۹۴–۲۰۰۰)[۱۶]
4. گابریل کمپبل، از ایالات متحده آمریکا (۲۰۰۰–۲۰۰۷)
5. آندریاس شیلد، از سوئیس (۲۰۰۷–۲۰۰۱۱)[۱۷]
6. دیوید مولدن، از ایالات متحده آمریکا (۲۰۱۱–۲۰۲۰)[۱۸]
7. پما گیامتشو، از پادشاهی بوتان (۲۰۲۰ تاکنون)[۱۹]

## ساختار سازمانی

### هیئت امنا
بالاترین نهاد حاکم بر مرکز، هیئت مدیره آن است که متشکل از یک مقام عالی‌رتبه دولتی از هر یک از هشت کشور عضو منطقه‌ای و اعضای مستقلی است که بر اساس تخصص و تجربه حرفه‌ای شناخته شده خود توسط گروه پشتیبانی نامزد می‌شوند. گروه پشتیبانی ICIMOD متشکل از نمایندگانی از سازمان‌ها و مؤسساتی است که به مرکز کمک مالی می‌کنند.

### بودجه
برنامه‌ها و فعالیت‌های توسط حامیان مالی بلندمدت پشتیبانی می‌شوند که بودجه این مؤسسه را تأمین می‌کنند. این شامل دولت‌های هر هشت کشور عضو شورای همکاری خلیج فارس و دولت‌های استرالیا، اتریش، نروژ، سوئد و سوئیس می‌شود. اهداکنندگان این برنامه شامل (اتریش)، وزارت همکاری‌های اقتصادی و توسعه (آلمان) و (آلمان)، دولت بریتانیا، اتحادیه اروپا، آژانس همکاری توسعه بین‌المللی سوئد (سوئد)، (کانادا)، صندوق بین‌المللی توسعه کشاورزی، وزارت امور خارجه نروژ و نمایندگی ایالات متحده آمریکا برای انکشاف بین‌المللی هستند.

## برنامه‌های منطقه‌ای

### علوم رصد زمین در مرکز بین‌المللی توسعه یکپارچه کوهستان
مرکز به‌طور فعال از علم رصد زمین و کاربردهای آن برای مدیریت محیط زیست، کاهش خطر بلایا و افزایش تاب‌آوری در منطقه استفاده می‌کند. چندین محقق در تحقیقات خود در موضوعات مختلف علوم رصد زمین مشارکت دارند. در میان کارهای مختلف سنجش از دور، سیستم پایش منطقه‌ای پوشش اراضی بیش از همه قابل ذکر است زیرا مجموعه‌ای از نقشه‌های پوشش اراضی سالانه با وضوح ۳۰ متر را با داده‌های پوشش اراضی هماهنگ برای سال‌های ۲۰۰۰ تا ۲۰۱۸ ارائه می‌دهد. این نقشه‌های پوشش اراضی منطقه‌ای بسیار سازگار هستند و برای برآورده کردن اهداف صریح تعریف‌شده توسط کاربر طراحی شده‌اند. علاوه بر این، در نقشه‌برداری سریع از طغیان سیل برای حوضه رودخانه کوشی، بنگلادش، نپال، فرسایش خاک و توزیع مکانی رسوب و بسیاری از فعالیت‌های نقشه‌برداری دیگر برای مناطق مشارکت دارد.

## پذیرش
بلافاصله پس از زلزله آوریل ۲۰۱۵ نپال، دانشمندان با نظارت دقیق بر رانش زمین، دریاچه‌های یخچالی و رودخانه‌های سد شده از طریق تجزیه و تحلیل تصاویر ماهواره‌ای و ارائه آخرین اطلاعات به دولت نپال و سازمان‌های امدادی، حمایت از تلاش‌های امداد و نجات را آغاز کردند. دانشمندان همچنین با ارائه کمک برای ارزیابی شرایط آب و هوایی و زمینی، با کنترل‌کنندگان ترافیک در فرودگاه بین‌المللی تریبهوان، کاتماندو، همکاری کردند. تیم‌هایی از داوطلبان برای کمک به تلاش‌های امدادی در روستاهای نزدیک و کاتماندو اعزام شدند.
یک مطالعه موردی در سال ۲۰۲۱ از بانک جهانی در مورد نقش مرکز به عنوان یک پلتفرم بین دولتی غیرسیاسی اظهار نظر کرد:
در هیمالیا - جایی که منافع ملی اغلب در تضاد با منافع منطقه‌ای تلقی می‌شود - نهادهای منطقه‌ای مجبورند تلاش قابل توجهی را برای اثبات خود اختصاص دهند. داستان مرکز بین‌المللی توسعه یکپارچه کوهستان روش‌های مفیدی را برای دستیابی به این هدف نشان می‌دهد: تعامل فعال با حوزه‌های سیاسی؛ تلاش برای ایجاد اعتبار از طریق تحقیق برای کسب جایگاهی در شبکه‌های جهانی و منطقه‌ای همفکر؛ و استخدام متخصصان موضوعی شناخته شده برای حمل پرچم نهادی. این تلاش‌ها هنوز در مرکز بین‌المللی توسعه یکپارچه کوهستان در حال انجام است، اما به نظر می‌رسد که نتایجی به بار آورده است.